# کاپینوتا
کاپینوتا (به اسپانیایی: Villa Capinota) یک شهر در بولیوی است که در استان کاپینوتا واقع شده‌است. کاپینوتا ۲۹٬۶۵۹ نفر جمعیت دارد.